# Callichroma atroviride
Callichroma atroviride é uma espécie de coleóptero da tribo Callichromatini (Cerambycinae); com distribuição restrita à Colômbia.